# Tillandsia ghiesbreghtii
Tillandsia ghiesbreghtii là một loài thực vật có hoa trong họ Bromeliaceae. Loài này được Baker miêu tả khoa học đầu tiên năm 1889.